# وسوو (استان اشوی‌داشکسیه)
وسوو (به لهستانی: Łysów) یک منطقهٔ مسکونی در لهستان است که در گمینا رادوشتسه واقع شده‌است. وسوو ۷۰ نفر جمعیت دارد.